# Comuna Strîceava, Velîkîi Bereznîi
Strîceava (în ucraineană Стричава) este o comună în raionul Velîkîi Bereznîi, regiunea Transcarpatia, Ucraina, formată din satele Kneahînea și Strîceava (reședința).

## Demografie
Componența lingvistică a comunei Strîceava
     Ucraineană (98,58%)
     Alte limbi (1,41%)
Conform recensământului din 2001, majoritatea populației comunei Strîceava era vorbitoare de ucraineană (98,58%), existând în minoritate și vorbitori de alte limbi.